# Salem (Georgia)
Salem – jednostka osadnicza w Stanach Zjednoczonych, w stanie Georgia, w hrabstwie Upson.